# Jany Le Pen
Pour les articles homonymes, voir Le Pen.
Jany Le Pen (prononcé [lə pɛn]), née Jeannine Marie Louise Paschos le 17 juin 1932 à Nice, est la seconde épouse de Jean-Marie Le Pen.

## Biographie

### Origines et enfance
Jeannine Marie Louise Paschos naît d'un père grec, marchand de tableaux, et d'une mère franco-néerlandaise,.
Après des études à Nice, Paris, Lyon et au collège Cévenol, elle obtient la nationalité française à sa majorité, au début des années 1950,.
En 1953, à 21 ans, elle épouse à Londres l'homme d'affaires belge Jean Garnier, qui a notamment des affaires à Marbella. Elle mène une vie mondaine en région parisienne. Le couple n’a pas d’enfant et divorce en 1984.

### Épouse de Jean-Marie Le Pen
Au printemps 1985, à son domicile de Rueil-Malmaison (Hauts-de-Seine), elle convie Jean-Marie Le Pen, président-fondateur du Front national (FN). Elle raconte à ce sujet : « Un ami me téléphone et me dit : « Toi qui es si douée pour organiser des fêtes, tu ne pourrais pas inviter un de mes amis ? Il est divorcé et même s'il vit avec ses trois filles, il se sent un peu seul. » » Ils se mettent en couple l’année suivante — alors que Jean-Marie Le Pen connaît une procédure de divorce houleuse avec son épouse Pierrette Le Pen — et se marient le 31 mai 1991 à Rueil-Malmaison. Par la suite, le couple s’installe au domaine familial de Montretout, qu’avait un temps quitté Jean-Marie Le Pen.
Durant la campagne présidentielle de 1995, invitée du Journal de 13 heures de France 2, Jany Le Pen affirme avoir fait partie de ces « femmes un peu frivoles » désintéressées par la politique jusqu'à sa rencontre avec son mari, dont elle déclare partager désormais la vision. S'agissant du rôle qu'elle voudrait exercer dans l'hypothèse d'une élection de Jean-Marie Le Pen à la présidence de la République, elle assure vouloir se contenter d'un simple rôle de représentation dépourvu d'une connotation politique ou militante à l'inverse de la Première dame sortante, Danielle Mitterrand.
En 1999, Jean-Marie Le Pen envisage publiquement de faire conduire par son épouse la liste FN aux élections européennes dans le cas d'une inéligibilité confirmée par la justice, écartant ainsi le numéro deux du parti, Bruno Mégret. Cette déclaration est considérée comme un casus belli par ce dernier, qui fera scission. Mais, alors que les sondages la donnaient au même niveau que Bruno Mégret si celui-ci était à la tête de la liste FN (13 %), Jany Le Pen refuse d’être candidate et son mari est finalement autorisé à se présenter,.

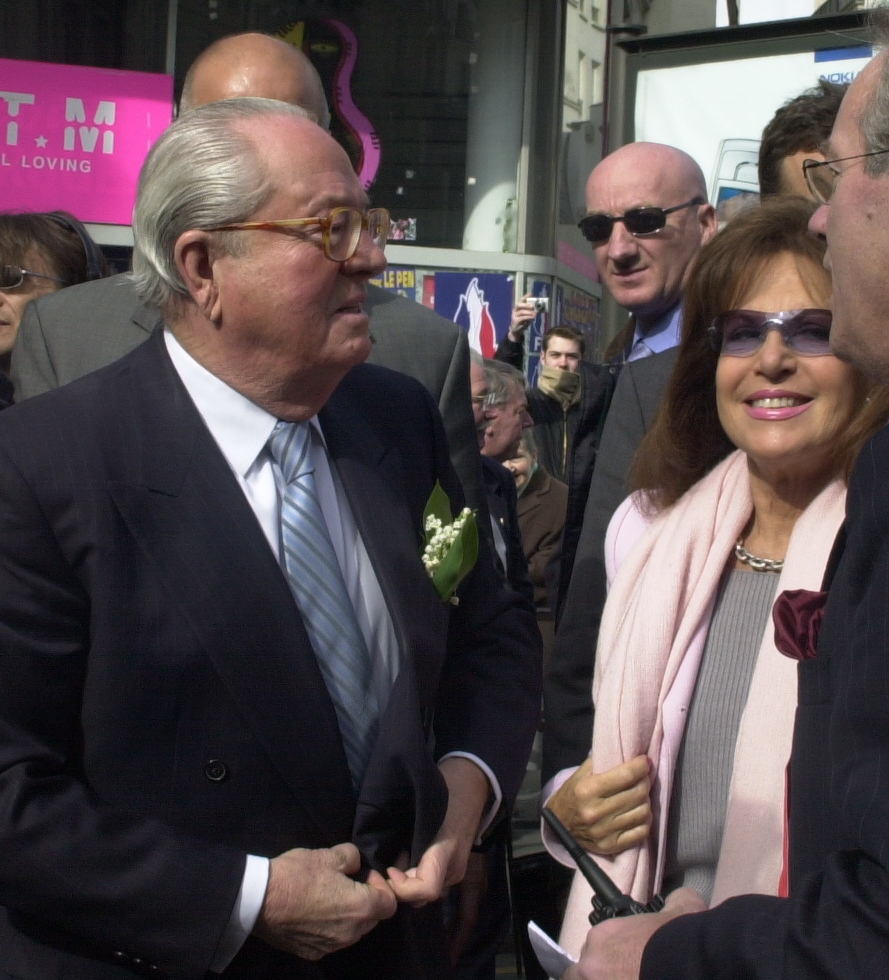
Jany Le Pen au côté de son mari en 2004.

Jany Le Pen se fait plus discrète lors des campagnes présidentielles menées par son mari en 2002 — lors de laquelle ce dernier parvient à se qualifier pour le second tour de l'élection face à Jacques Chirac — puis en 2007. Jean-Marie Le Pen quitte la tête du FN en 2011.
Le couple se marie à l’Église catholique le 16 janvier 2021, lors d'une cérémonie célébrée par l'abbé Philippe Laguérie. Divorcée en 1984, Jany Le Pen renonce à la foi protestante et elle devient catholique avant l'échange des consentements, tandis que Jean-Marie Le Pen se marie religieusement pour la première fois.

### Actions humanitaires
À la suite de l’embargo décidé en 1995 par le Conseil de sécurité des Nations unies contre l’Irak, elle prend la présidence de l'association SOS Enfants d'Irak et effectue plusieurs voyages afin d’apporter des médicaments et du matériel médical sur place. Elle participe également aux soupes populaires organisées par Entraide française, une association proche du FN et protestante.
Alors que sa candidature est envisagée comme tête de liste aux élections européennes de 1999, Jany Le Pen promet de siéger aux commissions « ayant trait à la nature, aux animaux et à l'humanitaire ».
Elle admire Brigitte Bardot pour sa défense de la cause animale.
Ses implications politiques se mélangent parfois à ses actions humanitaires.
En 2007, elle se rend au Cameroun avec Dieudonné pour informer la communauté française résidant dans ce pays des grands axes du programme politique de Jean-Marie Le Pen et pour réaliser quelques opérations humanitaires. 
À Douala, elle inaugure un « pont Jany Le Pen », financé par le chef d'entreprise et élu FN Jean-Pierre Barbier, rencontre des Pygmées de Kribi, puis est reçue par la Première dame, Chantal Biya, qui lui souhaite « bonne chance » pour l'élection présidentielle à laquelle se présente son mari.
Elle est également marraine de l'Action sociale populaire (ASP), association d'aide aux personnes sans-abri fondée par le pasteur Jean-Pierre Blanchard.

## Ouvrage
- SOS Enfants d'Irak, Paris, Objectif France, 2001, 157 p. (ISBN 2-913744-09-5, BNF 37657919).